# Monte Santo di Gorizia
Il Monte Santo di Gorizia o semplicemente Monte Santo (in sloveno Skalnica o Sveta Gora pri Gorici; in friulano Mont Sante o Monsanta) è un monte sloveno di 681 metri, situato a nord-est di Gorizia, alle propaggini meridionali dell'altopiano della Bainsizza (Banjška planota). Forma con le vicine vette del Kuk e del Vodice una dorsale montuosa che, con andamento sud-est nord-ovest, segue il corso dell'Isonzo. Attualmente la vetta del monte Santo si trova all'incrocio dei confini amministrativi degli insediamenti di Salcano (Solkan) e Gargaro (Grgar) del comune di Nova Gorica e dell'insediamento di Plava (Plave) del comune di Canale d'Isonzo (Kanal ob Soči).
Durante la prima guerra mondiale fu duramente conteso tra le truppe italiane e quelle austroungariche.

## Storia
Il monte, in posizione dominante sulla piana di Gorizia, fu un importante obiettivo strategico fin dall'apertura delle ostilità fronte isontino, durante la prima guerra mondiale. Il santuario fu infatti distrutto dai bombardamenti italiani del giugno 1915. La sua importanza come obbiettivo militare divenne però cruciale solo dopo la sesta battaglia dell'Isonzo, quando le truppe italiane conquistarono Gorizia e la roccaforte del Sabotino, quest'ultima situata sulla sponda opposta del fiume. Il monte Santo, insieme alle vette del Vodice, del San Gabriele e del San Daniele andò a formare la nuova munitissima linea di difesa settentrionale del campo trincerato di Gorizia, creato dagli austro-ungarici con l'obbiettivo di arrestare l'avanzata italiana verso il Carso e Lubiana. Durante le quattro offensive successive, il Regio Esercito non riuscì a far sua la vetta del monte a causa delle perdite gravissime. Persino nella decima battaglia dell'Isonzo, che vide la conquista italiana del Kuk e del Vodice, il monte Santo rimase saldamente in mano austro-ungarica nonostante la sua temporanea conquista ad opera dei fanti della brigata Campobasso il 12 maggio 1917. 
Il 22 agosto dello stesso anno, durante l'undicesima battaglia dell'Isonzo, le truppe italiane riuscirono finalmente a conquistare il monte Santo e la sottostante sella di Dol. Nonostante il felice esito dell'offensiva italiana sull'altopiano della Bainsizza, la portata strategica del successo fu molto limitata dal fatto che gli austro-ungarici continuavano a mantenere saldamente le posizioni sul San Gabriele e sul San Daniele. Dopo il disastro di Caporetto, avvenuto dopo soli due mesi dalla conquista italiana, il monte Santo tornò in mano austriaca sino alla fine della guerra. In seguito al trattato di Rapallo del 1920 il monte Santo passò sotto sovranità italiana. 
Dopo la seconda guerra mondiale e la firma dei trattati di Parigi del 1947 fu assegnato alla Jugoslavia.

## Monumenti e luoghi d'interesse

### Il Santuario

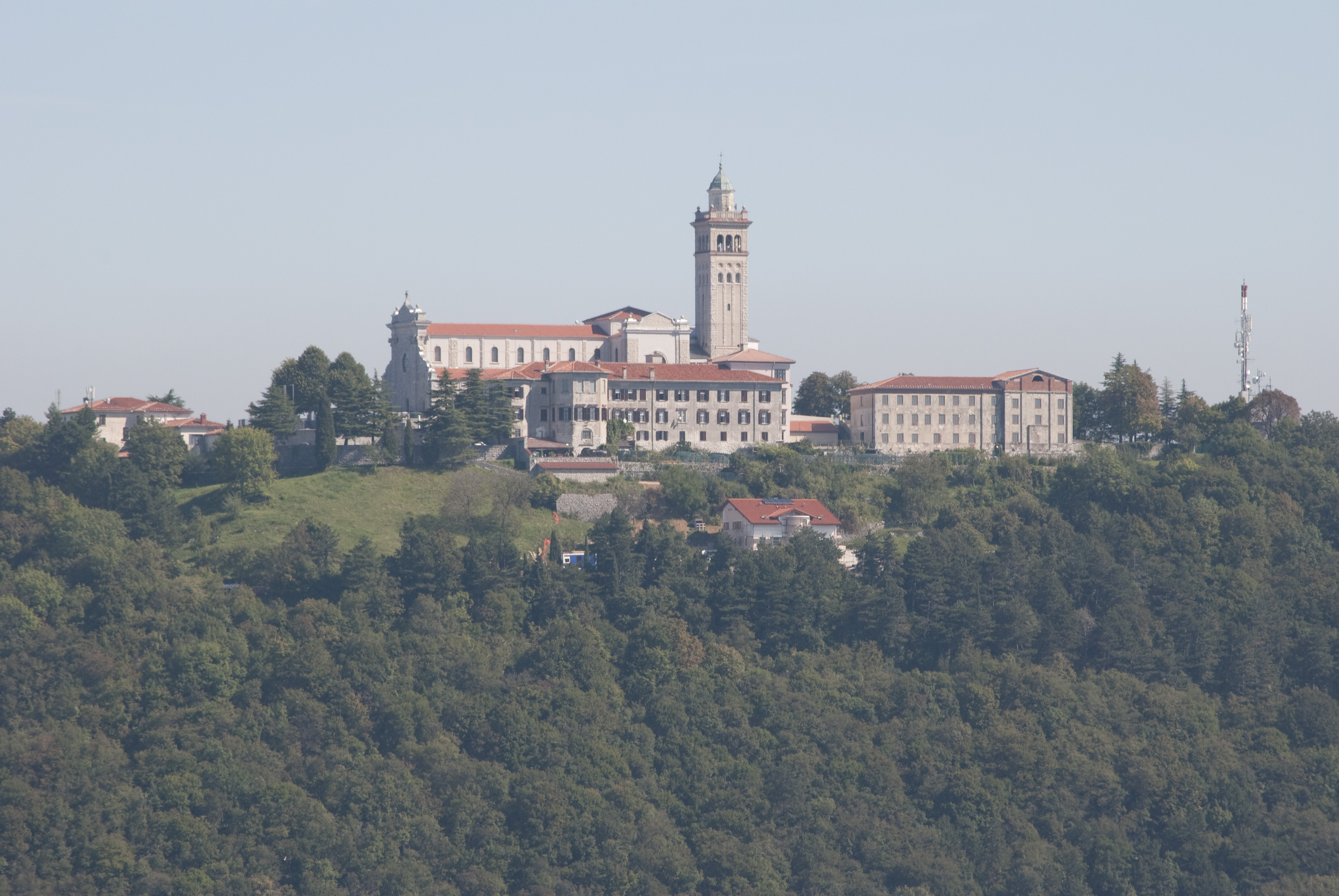
Il santuario del Monte Santo.

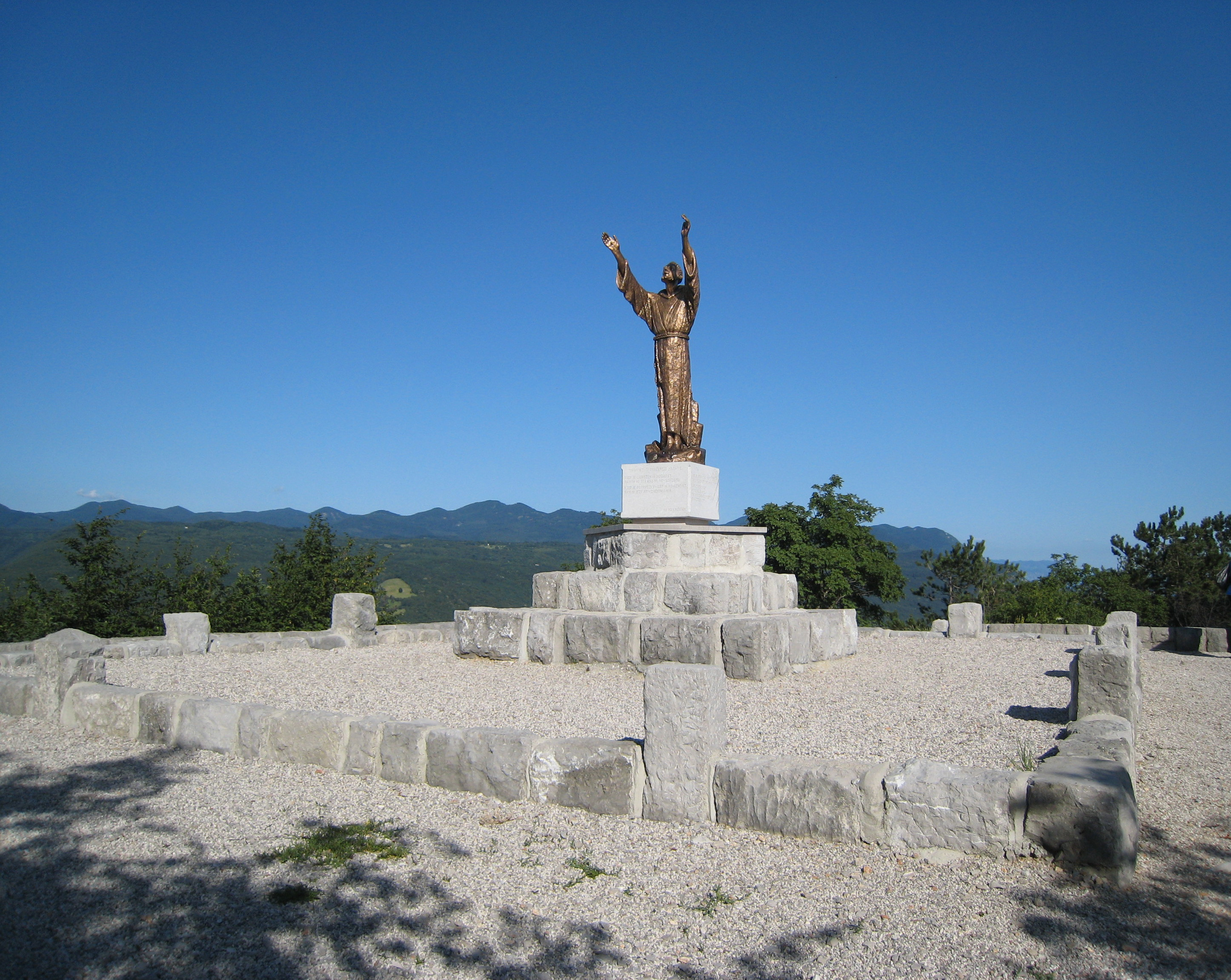
La statua di San Francesco sul Monte Santo.

Il monte deve il suo nome all'apparizione della Madonna alla pastorella Orsola Ferligoi di Gargaro avvenuta nel 1539. Sulla sommità del monte già nel XIV secolo fu edificata una chiesa poi distrutta dagli invasori turchi e ricostruita nel 1544. L'immagine della Madonna sull'altare maggiore è opera del pittore Palma il Vecchio del XVI secolo e fu donata alla chiesa dal patriarca d'Aquileia Marino Grimani nel 1544.
Nel 1786, l'imperatore Giuseppe II ordinò la demolizione della chiesa, poi di nuovo ricostruita.
Durante la Grande Guerra la chiesa fu rasa al suolo. La chiesa attuale, in stile neo-barocco, fu costruita tra il 1924 e il 1928 secondo i piani dell'architetto goriziano Silvano Barich, che negli anni precedenti aveva progettato il santuario dell'isola di Barbana. Il campanile è visibile dalla pianura isontina sopra la vetta del Monte Sabotino.
La basilica dell'Assunzione della Vergine del Monte Santo, sede del Convento dei francescani (Frančiškanski samostan), è da secoli meta di pellegrinaggi delle genti slovene e italiane del Goriziano.